# Os elfos
Os elfos (em alemão: Die Wichtelmänner) é um conjunto de três contos de fadas alemães compilados pelos Irmãos Grimm, todos envolvendo as criaturas místicas elfos. Esses contos têm o número 39 (KHM 39) na coletânea. O primeiro conto enquadra-se no Tipo 503 do Sistema Aarne-Thompson-Uther (ATU) de classificação de contos folclóricos, o segundo, no Tipo 476, e o terceiro no Tipo 504.

## Origem
A história foi publicada pelos Irmãos Grimm na primeira edição de Kinder- und Hausmärchen em 1812. Suas versões das três histórias baseiam-se nos relatos de Gretchen Wild (1787–1819).

## História
Na primeira história, um grupo de elfos ajuda um sapateiro pobre a melhorar de vida, confeccionando na calada da noite sapatos bonitos que chamam a atenção dos compradores. Uma noite o casal resolve ficar acordado para descobrir quem está ajudando e se surpreende ao flagrar os homenzinhos trabalhando. Em sinal de gratidão confeccionam roupinhas e sapatinhos para eles.
Na segunda história, uma criada muito trabalhadora é convidada para ser a madrinha no batizado de um elfo. Ela aceita e é levada a uma montanha oca onde transcorre a cerimônia. Quando retorna após "três dias", descobre que na verdade transcorreram sete anos, e seus patrões já morreram.
Na terceira história, uma mãe tem seu bebê roubado do berço por elfos e substituído por uma "criança de cabeça grande e olhos arregalados, que não sabia fazer outra coisa, senão comer e beber". Ela consulta uma vizinha, que aconselha a levar o "monstrinho " até a cozinha e ferver um pouco de água em duas cascas de ovos, fazendo o bebê sorrir. Quando isso acontece, os elfos retornam trazendo de volta o bebê certo.